# Gorgosaurus
Gorgosaurus („Hrozivý/gorgonský ještěr“) byl rod velkého tyranosauridního teropoda, žijícího v období pozdní křídy na území západu Severní Ameriky (například souvrství Dinosaur Park). Formálně byl tento velký tyranosauridní teropod popsán kanadským paleontologem Lawrencem Lambem v roce 1914.

## Rozměry
Gorgosauři nebyli tak velcí jako slavný Tyrannosaurus rex, přesto byli ve svých ekosystémech dominantními predátory. Podle většiny odhadů dosahoval dospělý jedinec gorgosaura délky v rozmezí 8 až 9 metrů a hmotnosti kolem 2,5 až 2,8 tuny. Žil zhruba před 77 až 74 miliony let (v pozdní křídě) na území dnešního severozápadu Severní Ameriky.
Podle další metody měření na základě obvodu stehenní kosti vážili dospělí gorgosauři přibližně 2430 kilogramů. Mláďata ve věku 11 let dosahovala hmotnosti kolem 600 kg, ve věku 5 až 7 let pak kolem 335 kg.

## Zařazení
Gorgosaurus byl vývojově pokročilý tyranosaurid, jehož nejbližším příbuzným byl zřejmě rod Albertosaurus. Mezi vývojově blízké rody patřil i Daspletosaurus nebo později žijící Tyrannosaurus. Z asijských rodů to byl pak zejména Tarbosaurus. Dlouho panoval předpoklad, že Gorgosaurus je totožný s rodem Albertosaurus. Fosilie gorgosaura jsou občas řazeny do rodu Albertosaurus. Zda je toto řazení správné či nikoli je těžké posoudit, neboť neznáme jejich genetický materiál, a tak nevíme, jak blízkými příbuznými ve skutečnosti byli. Ačkoli je přední odborníci na tyranosaury, jako např. Philip J. Currie nebo Karol Sabath, řadí pod dva různé rody (pro něž vytvořili vlastní podčeleď Albertosaurinae), sami uznávají, že jim řazení pod jeden rod (Albertosaurus) nijak zvláště nevadí. Albertosaurus i Gorgosaurus nicméně zatím zůstávají samostatnými rody.

## Paleoekologie
Gorgosaurus byl poměrně velikým a mohutným predátorem, který pravděpodobně lovil hadrosauridní dinosaury a ornitomimidy („pštrosí dinosaury“), což si mohl dovolit díky dobrým rychlostním předpokladům. Nebezpečné a „obrněné“ ankylosauridy a ceratopsidy lovil ve stejné době žijící, celkově robustnější rod Daspletosaurus. Oba tyto rody však žily po dobu přibližně 500 000 let ve stejných ekosystémech.
Podle výpočtů Asiera Larramendiho a jeho kolegů z roku 2016 mohl mladý (subadultní) jedinec gorgosaura (např. exemplář ROM 1247) vyvinout maximální rychlost v běhu až 58,6 km/h. Představoval by tak jednoho z nejrychlejších teropodních dinosaurů vůbec.
Síla čelistního stisku tohoto obřího teropoda byla odhadnuta na 6 418 newtonů v přední části čelistí a na 13 817 newtonů v zadní části čelistí (při šířce lebky 467 mm).

## Zajímavé objevy
Tento dravec je jedním z nejlépe známých a prozkoumaných tyranosauridů. Bylo objeveno již více než 20 jeho koster a některé jsou téměř kompletní. Jedna mozkovna asi 72 až 74 milionů let starého jedince, objevená v roce 2003 napovídá možnosti, že tento teropod zemřel na mozkový nádor. U jednoho exempláře byly objeveny také fosilní pozůstatky sklerotikálního prstence, který zřejmě sloužil k vyztužení okohybných svalů. Poměrně slavným jedincem je mládě gorgosaura, které bylo objeveno v kanadské Albertě roku 1922 a dostalo přezdívku „Elmer“. Teprve v roce 1999 byl nález opět zkoumán a postupně bylo například zjištěno, že tento jedinec zemřel již ve svých pěti letech.
První potenciální fosilie embryí tyranosauridů (možná právě gorgosaurů) byly objeveny v podobě malé čelistní kosti a drápu z nohy v souvrství Two Medicine a v souvrství Horseshoe Canyon na území kanadské Alberty. Jednalo se o velmi malé exempláře o délce asi 0,7 a 1,0 metru, pravděpodobně dosud nevylíhlá nebo jen krátce vylíhnutá mláďata rodů Albertosaurus, Daspletosaurus nebo právě Gorgosaurus.

## Ontogeneze
Vědecká studie, publikovaná na konci roku 2019 dokládá, že mláďata gorgosaurů (jako i jiných albertosaurinů a tyranosaurinů) se ve skutečnosti navzájem anatomicky lišila více, než se dříve zdálo. Ukázal to výzkum lebečních kostí juvenilních tyranosauridů, objevených v kanadské Albertě.
Počítačové modelace populačních křivek pro dobře zastoupené taxony ukazují, že gorgosauři zažívali větší mortalitu (úmrtnost) pouze v mladém věku (zhruba do 5 let), později už byla míra jejich mortality statisticky víceméně konstantní.
Koncem roku 2023 byla publikována odborná práce o nálezu mláděte gorgosaura (s odhadovaným věkem v době úmrtí činícím 5 až 7 let) se zbytky kořisti v prostoru břišní dutiny – jednalo se o zadní končetiny dvou juvenilních jedinců malého cénagnatidního oviraptorosaura druhu Citipes elegans. Tento objev nasvědčuje možnosti, že tyranosauridi se živili rozdílnou potravou jako mláďata, subadultní jedinci a dospělci. Mladí gorgosauři lovili malou a snadno udolatelnou (i když hbitější) kořist, zatímco mnohem mohutnější dospělci útočili na pomalejší a větší dinosaury. Fosilie přibližně 335 kg vážícího mláděte druhu Gorgosaurus libratus byla objevena v roce 2009 na území parku Dinosaur Provincial Park v kanadské Albertě. Nález tedy pochází ze sedimentů geologického souvrství Dinosaur Park a má stáří přibližně 75,3 milionu let.

#### Česká literatura
- SOCHA, Vladimír (2021). Dinosauři – rekordy a zajímavosti. Nakladatelství Kazda, Brno. ISBN 978-80-7670-033-8 (str. 91)